# Asia Raya
Asia Raya (també escrit com a Asia Raja, 'Gran Àsia') fou un diari publicat a les Índies Orientals Neerlandeses (a l'actual Indonèsia) durant l'ocupació japonesa.